# Pronunciament de Sagunt
El pronunciament de Sagunt o pronunciament de Martínez Campos fou un pronunciament fet pel General Martínez Campos a Sagunt el 29 de desembre de 1874, que va suposar la restauració borbònica, la fi al Sexenni Democràtic (1868-1874) i de la Primera República Espanyola (1873-1874)

## Història
El 27 desembre de 1874, el General Martínez Campos surt de Madrid cap a Sagunt, requerit pels alfonsins valencians perquè es pronunciés, va rebre un telegrama amb el text Taronges en condicions, expressió en clau ideada pels conservadors valencians, perquè dirigís el moviment.
Aquest mateix dia, el general de brigada Luis Dabán, cap de la brigada de Sogorb, va traslladar part de la seva tropa (dos batallons d'infanteria, diversos esquadrons i algunes peces d'artilleria, en total uns 1.800 homes) fins a Sagunt.
El 29 de desembre, Martínez Campos es posa al capdavant de la brigada i, amb els soldats formant un quadre en un lloc anomenat "Les Alquerietes", prop de Sagunt, on s'inicia la carretera Sagunt-Burgos, Martínez Campos arengà a la tropa, demostrant la necessitat d'efectuar la restauració borbònica en la persona del príncep Alfons, fill d'Isabel II com Alfons XII, Rei d'Espanya i les Índies. Alfons havia heretat els drets de successió de la Corona d'Espanya, en abdicar Isabel II en l'exili (1870).
Va acabar amb el crit de Visca Don Alfons XII rei d'Espanya, sent contestat per tota la tropa. Finalitzat el pronunciament, les tropes es dirigiren a València, on es va rebre la notícia amb grans mostres de goig.
Aquest mateix dia a dos quarts de quatre de la tarda, el general Jovellar, cap de l'exèrcit del centre, va escriure un telegrama al Ministeri de Guerra, indicant que s'unia al pronunciament.
En tenir notícia de l'alçament els generals Comte de Xest, Reyna, Gasset, San Román, Quesada, Macías, Larrocha i Moltó, reunits a casa del primer el mateix
dia 29, van acordar secundar el moviment i lluitar i morir si calia.
En el matí del 30 de desembre, el general Fernando Primo de Rivera, capità general de Madrid, va acceptar el pronunciament.
El govern, en aquests moments en mans del general Serrano com a Ministre de la Guerra després del cop d'estat del general Pavía el gener de 1874, es va oposar al pronunciament. En presentar-se el general Primo de Rivera en el Consell de Ministres convocat per analitzar la situació, va mostrar l'adhesió de la tropa de Madrid, els ministres van protestar i es van retirar, quedant el general Primo de Rivera encarregat de tots els poders.
Primo de Rivera constituí un govern provisional el 31 de desembre de 1874 sota la direcció de Cánovas, qui decreta la restauració de la monarquia, posant fi de la Primera República Espanyola (1873-1874).

## Annex
Carta de Martínez Campos a Cánovas del 27 de desembre de 1874, justificant el pronunciament
| « | Excm. Sr. D. Antonio Cánovas del Castillo. Madrid 27 de desembre de 1874. Molt senyor meu i de tot el meu respecte: Quan rebi Vostè aquesta hauré iniciat el moviment en favor d'Alfons XII: càrrec amb la responsabilitat d'aquest acte, al qual arrossego als meus amics: no tinc dret a la protecció del partit: vostès són els jutges de si han o no de donar-me-la: la desitjo, però he perdut, separant-me de l'opinió de vostès, fins a la trista satisfacció de queixar-me o disculpar-me. Tinc menys elements de força per al primer moment que fa mes i mig; gairebé estic per dir que tinc menys de la tercera part, doncs he anat perdent-los pas a pas, jo crec que per dilacions; tal vegada estigui equivocat: fa mes i mig podia iniciar alhora Almeria, Cadis, Badajoz, Lleida, València i exèrcit del Centre; avui només puc fer-lo amb l'exèrcit del Centre: no culpo a ningú; la decisió que prenc avui la vaig haver de prendre fa quaranta-cinc dies. No em llanço per amor propi ni per despit; ho faig per la fe i convicció que tinc; ho faig perquè vostès asseguren que l'opinió està feta. No em barrejo en política: donaré per manifest la contestació de S.A.: exigeixo, sí, que si el moviment triomfa a Madrid, sigui vostè el que es posi al capdavant del Govern; prec que si és possible, s'encarregui del Ministeri de la Guerra el general... persona digníssima i molt competent, i que hi hagi a més d'aquest tres Ministres de l'antic partit moderat, els altres quatre del partit més liberal; cal que hi hagi conciliació, almenys als primers moments... Desitjo que ja voluntaris, ja sortejats, vagin 60 homes per batalló a aquella Antilla, sense excloure els de provincials i reserva; havent de sortir en el mes de gener, única manera de contrarestar el missatge de Grant i salvar l'illa. Si em consideren Vostès una molèstia, estic preparat per anar-hi a manar una divisió; si bé desitjo que se'm deixi de caserna a Barcelona, i que tinc el ferm propòsit de no acceptar cap comandament, ni ascens, ni títol, ni remuneració. Si aconsegueixo el meu objecte, el posar a aquest país en vies de tranquil·litat, la meva ambició queda satisfeta. No hi ha de mi a vosté antipatia política alguna, i ho comprendrà vostè quan li digui que no ha estudiat el meu pensament, i no vull entendre d'aquestes coses. La diferència entre vostè i jo estava en les diferents maneres de procediments en la qüestió d'alçament. | » |